# Михед Тетяна Василівна
Тетя́на Васи́лівна Михе́д (нар. 6 квітня 1953 року, Чернівці) — вчена-літературознавець, перекладачка, доктор філологічних наук (2007), професор (2011). Дружина П. Михеда. 

## Біографічні дані
Народилася 6 квітня 1953 року в Чернівцях.
У 1976 році закінчила Чернівецький університет. Викладала в Ніжинському педагогічному, Київському ім. Б. Грінченка, Чернігівському, Київському славістичному університетах. З 2010 року — професор кафедри зарубіжної літератури Київського університету.

## Наукова робота
Вивчає американістику, компаративістику, перекладознавство, гоголезнавство, шекспірознавство. Авторка перекладу, наукових коментарів до 7-томного видання творів М. Гоголя українською мовою (2008—2012), науково-методичних посібників з античної та історії зарубіжної літератури 19 сторіччя, зокрема співавторка хрестоматії «Антична література. Греція. Рим» (К., 2006).

### Основні праці
За ЕСУ:
- Поетологічні етюди з історії літератури Англії та США. — Ніжин, 2005;
- Пуританська традиція і література американського ренесансу: 1830–1860. — К., 2006;
- Жанровий феномен драматичної саги Сьюзен-Лорі Паркс[en] «365 днів/365 п’єс» // Амер. літ. студії в Україні. — К., 2014. — Вип. 8;
- Vademecum, або про онтологічні рефлексії Генрі Джеймса у передмовах до «Нью-Йоркського видання» // Амер. літ. студії в Україні. — Ніжин, 2016. — Вип. 9;
- «Чи цей сад не Едем сучасного світу?»: про авторську модифікацію традиційного сюжету в ранній прозі Н. Готорна // Біблія і культура. Чц., 2016. — Вип. 17;
- Семантика персонажа у трагікомедії В. Шекспіра «Зимова казка»: проблема перекладу та інтерпретації // Література в дзеркалі літ-ри. Всеукр. наук. конф. (ХV Філол. читання пам'яті Н. Шредер). — Дн., 2017[1].